# Dendroceros cavernosus
Dendroceros cavernosus är en bladmossart som beskrevs av Jiro Hasegawa. Dendroceros cavernosus ingår i släktet Dendroceros och familjen Dendrocerotaceae. Inga underarter finns listade i Catalogue of Life.